# アークティック・ビレッジ
アークティック・ビレッジ（英語: Arctic Village、グウィッチン語: Vashrąįį K'ǫǫ）とは、アメリカ合衆国アラスカ州ユーコン・コユクック国勢調査地域に存在する村である。

## 概要
アークティック・ビレッジは、アラスカの北極北極園境界線より180km、ブルックス山脈の南麓にある人口151人の村で、フォートユーコンから北160km、フェアバンクスから北466kmに位置する。アメリカ先住民アサバスカ諸族のグウィッチン族が住む、アメリカのネイティブアメリカンの最北端の村である。
村には学校や教会、郵便局、スーパーマーケットなどがある。1980年代、村郊外に発電機が造られたため、電気も引かれている。交通はフェアバンクスからの小型機での定期軽飛行機便のみである。ヴェネタイ先住民族村部族政府の法律により治められている。

## 歴史
アラスカのグウィッチン族(Neets'aii Gwichin)は定住をせずにカリブーなどを狩り、遊牧をしながら暮らしていた。白人との接触後、毛皮を取引するようになり、罠猟しやすく、半定住に暮らすため、丸木小屋の家を建てて暮らすようになった。1909年に、グウィッチン族のクリスチャン酋長が最初に村に定住し、1943年には、グウィッチン族の住民は狩猟など自給自足をして定住して暮らせるための土地を保護できるように求め、ヴェネタイ・インディアン居留地(Venetie Indian Reservation)が設立された。1959年に、村に小学校が建てられると、グウィッチン族の人々は子供の教育のために村に住むようになった。1971年には、アラスカ原住民権益措置法(Alaska Native Claim Settlement Act、ANCSA)が成立され、ヴェネタイ・インディアン居留地、アークティック・ビレッジのグウィッチン族に対して73万haの土地が譲渡された。それ以降は、その土地でコミュニティを結成し、狩猟や漁などをしながら暮らしている。